# Jihočeská univerzita v Českých Budějovicích
Jihočeská univerzita v Českých Budějovicích (JU, latinsky Universitas Bohemiae Meridionalis Budovicensis) je veřejná vysoká škola univerzitního typu se sídlem v Českých Budějovicích. Má 8 fakult a profiluje se jako vzdělávací a výzkumná instituce s orientací na přírodní, humanitní a sociální vědy. Na univerzitě studuje 9 000 studentů ve více než 220 oborech bakalářských, magisterských a doktorských programů.

## Historie
Jihočeská univerzita byla založena 28. září 1991 zákonem ČNR č. 314/1991 Sb. Navázala zejména na tradice vzdělávání učitelů, vysokoškolských odborníků pro různá odvětví zemědělské výroby, teologická studia, tradici rybníkářství a rybářství.[zdroj?]
Základ univerzity původně tvořily dvě fakulty – Pedagogická fakulta (od roku 1948 pobočka Pedagogické fakulty Univerzity Karlovy, později se stala samostatnou fakultou) a Provozně ekonomická fakulta (od roku 1960 součást pražské Vysoké školy zemědělské). K zakládajícím kamenům patřily také tři nově vytvořené fakulty: Biologická, Teologická a Zdravotně sociální. V roce 1994 vznikla v Jindřichově Hradci Fakulta managementu Jihočeské univerzity, která se ale na přelomu let 1997/1998 vyčlenila ze struktury Jihočeské univerzity a stala se šestou fakultou Vysoké školy ekonomické v Praze. V roce 2006 vznikla Filozofická fakulta a o rok později se přidala Ekonomická fakulta. Původní Biologickou fakultu nahradila v roce 2007 Přírodovědecká fakulta. V roce 2009 vznikla Fakulta rybářství a ochrany vod.[zdroj?]

## Vedení univerzity (k 1. dubnu 2024)[3]
Rektor: prof. Ing. Pavel Kozák, Ph.D.
Prorektoři:
- Prorektor pro rozvoj a vnější vztahy, statutární zástupce rektora: PhDr. Pavel Král, Ph.D.
- Prorektor pro vědu a výzkum: doc. Ing. Luděk Berec, Dr.
- Prorektor pro zahraniční vztahy: doc. Ing. Vladimír Žlábek, Ph.D.
- Prorektorka pro studium: doc. PhDr. Renata Malátová, Ph.D.
- Prorektor pro vnitřní hodnocení a akreditace: doc. ThDr. Rudolf Svoboda, Th.D.

Kvestor: Ing. Michal Hojdekr, MBA
Předseda Akademického senátu: PhDr. Petr Dvořák, Ph.D

## Fakulty
- Ekonomická fakulta
- Filozofická fakulta
- Pedagogická fakulta
- Přírodovědecká fakulta
- Fakulta rybářství a ochrany vod
- Teologická fakulta
- Zdravotně sociální fakulta
- Fakulta zemědělská a technologická

## Rektoři
- doc. PhDr. Jiří Divíšek, CSc. (1992–1998)
- prof. Ing. František Střeleček, CSc., dr.h.c. (1998–2004)
- prof. PhDr. Václav Bůžek, CSc. (2004–2011)
- prof. Ing. Magdalena Hrabánková, CSc., dr.h.c. (březen–srpen 2011)
- prof. RNDr. Libor Grubhoffer, CSc. (2012–2016)
- doc. Tomáš Machula, Ph.D., Th.D. (2016–2020)
- prof. PhDr. Bohumil Jiroušek, Dr. (2020–2024)
- prof. Ing. Pavel Kozák, Ph.D. (od roku 2024)

## Mezinárodní spolupráce
Jihočeská univerzita spolupracuje s více než 400 univerzitami po celém světě. Univerzita realizuje přeshraniční studijní program Biological Chemistry s Univerzitou Jana Keplera v Linci a s vybranými zahraničními univerzitami také nabízí možnost získat dvojí a trojí diplom (double/joint degree).
Mezinárodní prestiž[zdroj⁠?!] Jihočeské univerzity dokládá i aktivní výzkum badatelských týmů v rozmanitých částech světa, včetně provozování vlastních výzkumných stanic v Papui Nové Guineji a na Svalbardu.
Od roku 2025 je univerzita součástí aliance evropských univerzit KreativEU.

## Kampus ve Čtyřech Dvorech
Univerzitní kampus ve Čtyřech Dvorech leží v klidné části města. Jsou v něm 4 z celkem 8 fakult, menza, akademická knihovna a 4 koleje. S rozlohou 17 hektarů slouží také k relaxaci a jako prostor pro pořádání kulturních a společenských akcí. V centrální části kampusu vznikl park anglického typu, ve kterém je umístěna Lavička Václava Havla od architekta Bořka Šípka.
V roce 2016 byl v kampusu otevřen nový studentský klub JU Kampa a také univerzitní školka Kvítek.

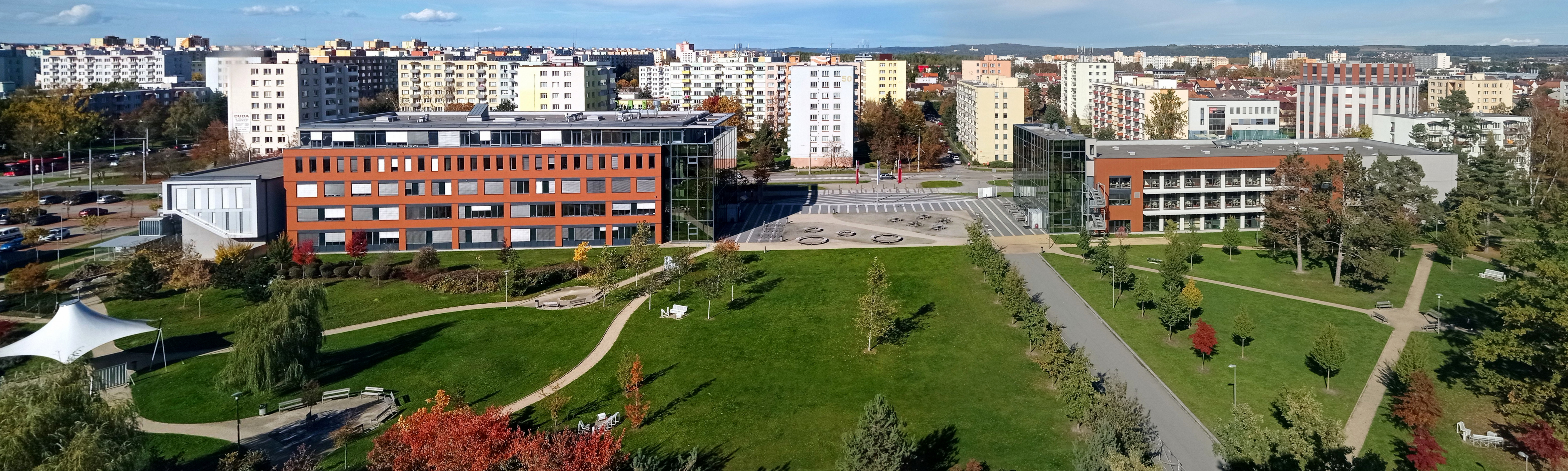
Kampus

## Čestné doktoráty
Za dobu své existence udělila Jihočeská univerzita celkem 27 čestných vědeckých hodností doctor honoris causa. Mezi nositeli jsou například prof. RNDr. Antonín Holý, DrSc. a prof. Dr. Erik De Clercq, MD., světově uznávaní odborníci ve virologii.

## Časopis Journal
Čtyřikrát ročně a v nákladu 5 000 kusů vychází oficiální celouniverzitní časopis Journal. Přináší novinky, rozhovory a reportáže ze všech fakult JU. V pravidelných rubrikách představuje studenty, pedagogy i absolventy. Porota Komory Public Relations ocenila Journal v desátém ročníku ankety Firemní médium roku čestným uznáním.

## Studentské spolky a aktivity
Na Jihočeské univerzitě v Českých Budějovicích působí řada studentských organizací. Například:
- Mezinárodní studentský klub
- Studentské rádio K2
- AIESEC[14]
- Studentská unie[15]
- Jihočeský univerzitní orchestr
- Divadlo SUD
- JU Magazín

## Galerie

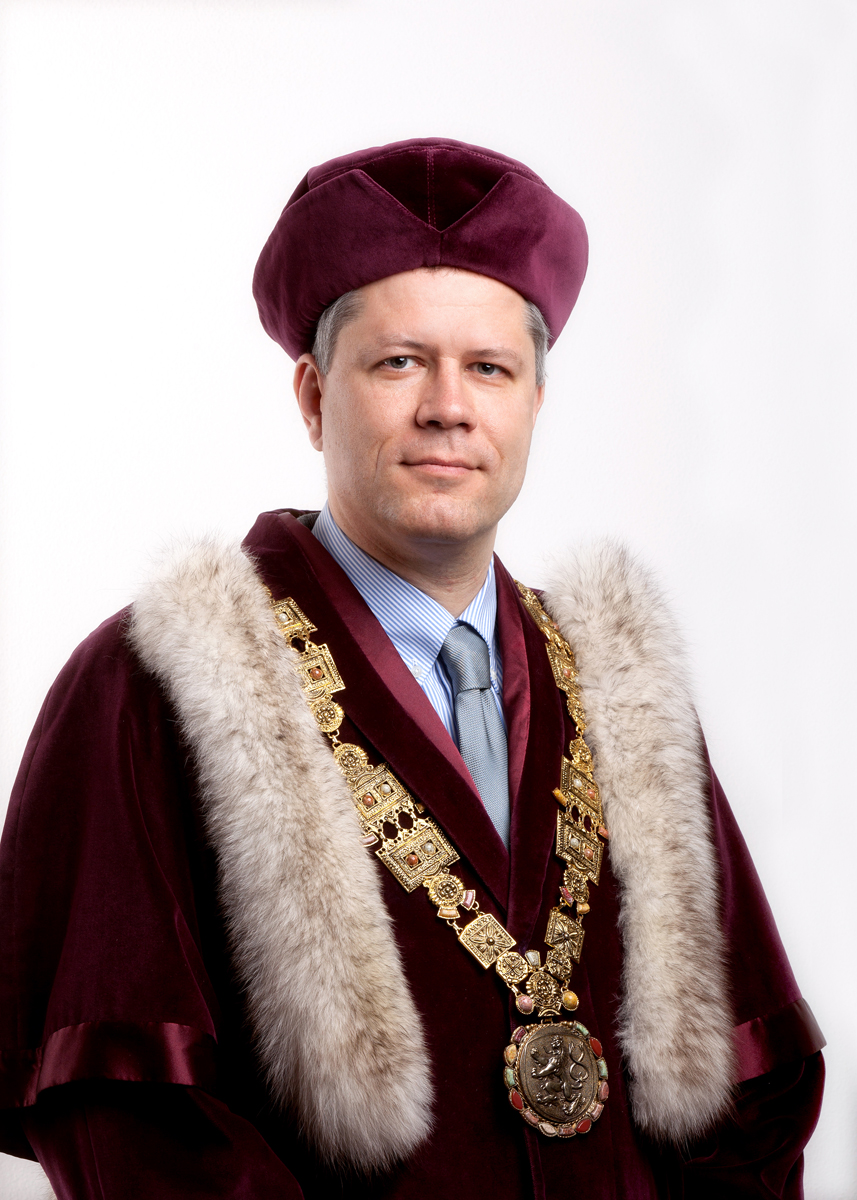
Bývalý rektor JU Tomáš Machula
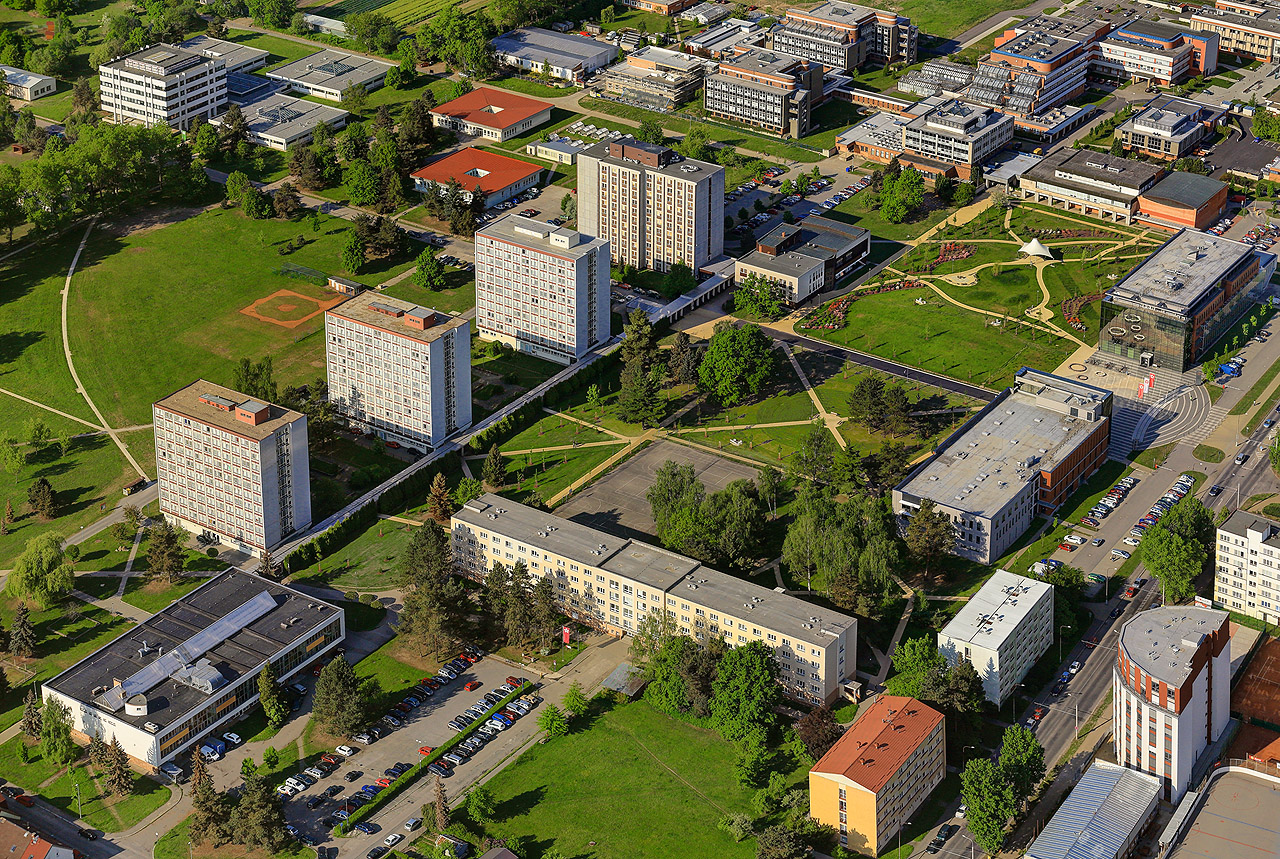
Letecký pohled na kampus
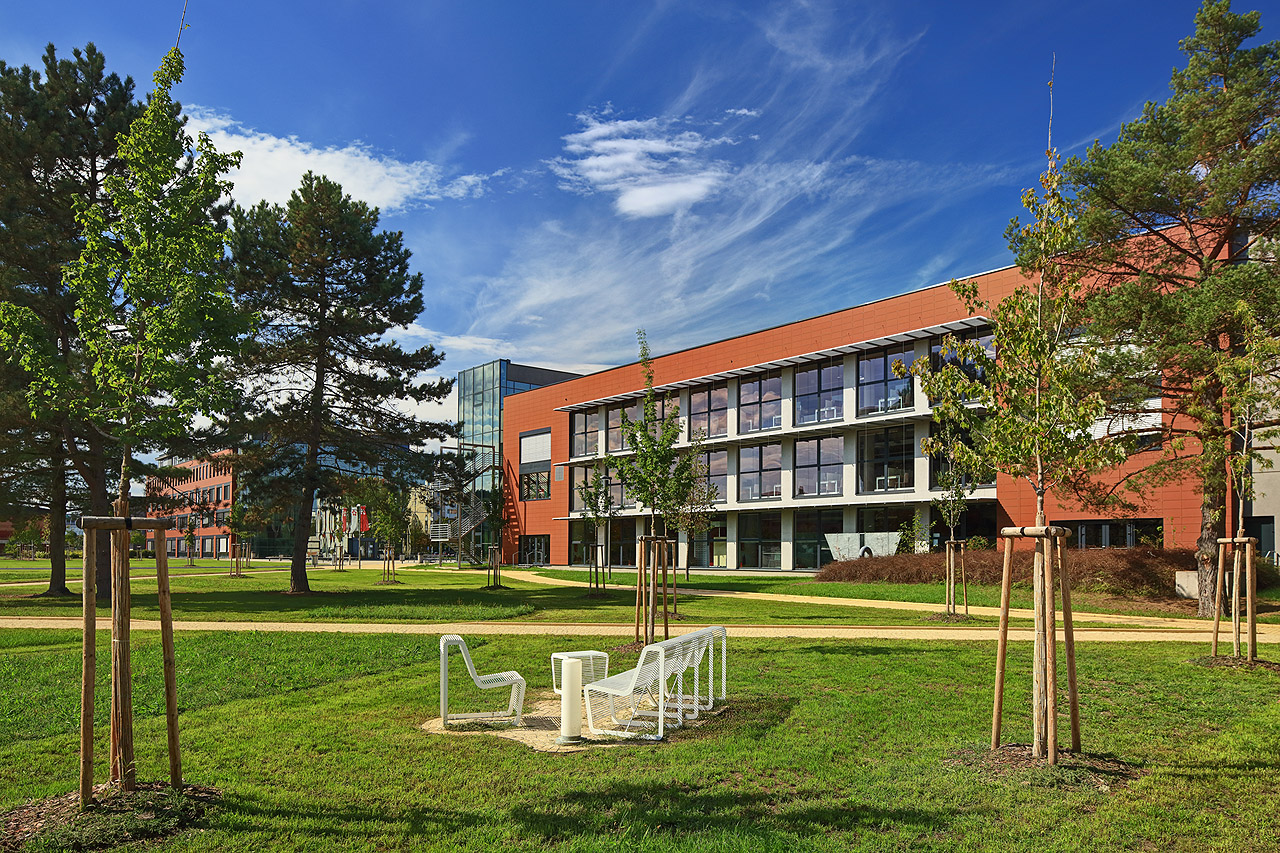
Akademická knihovna
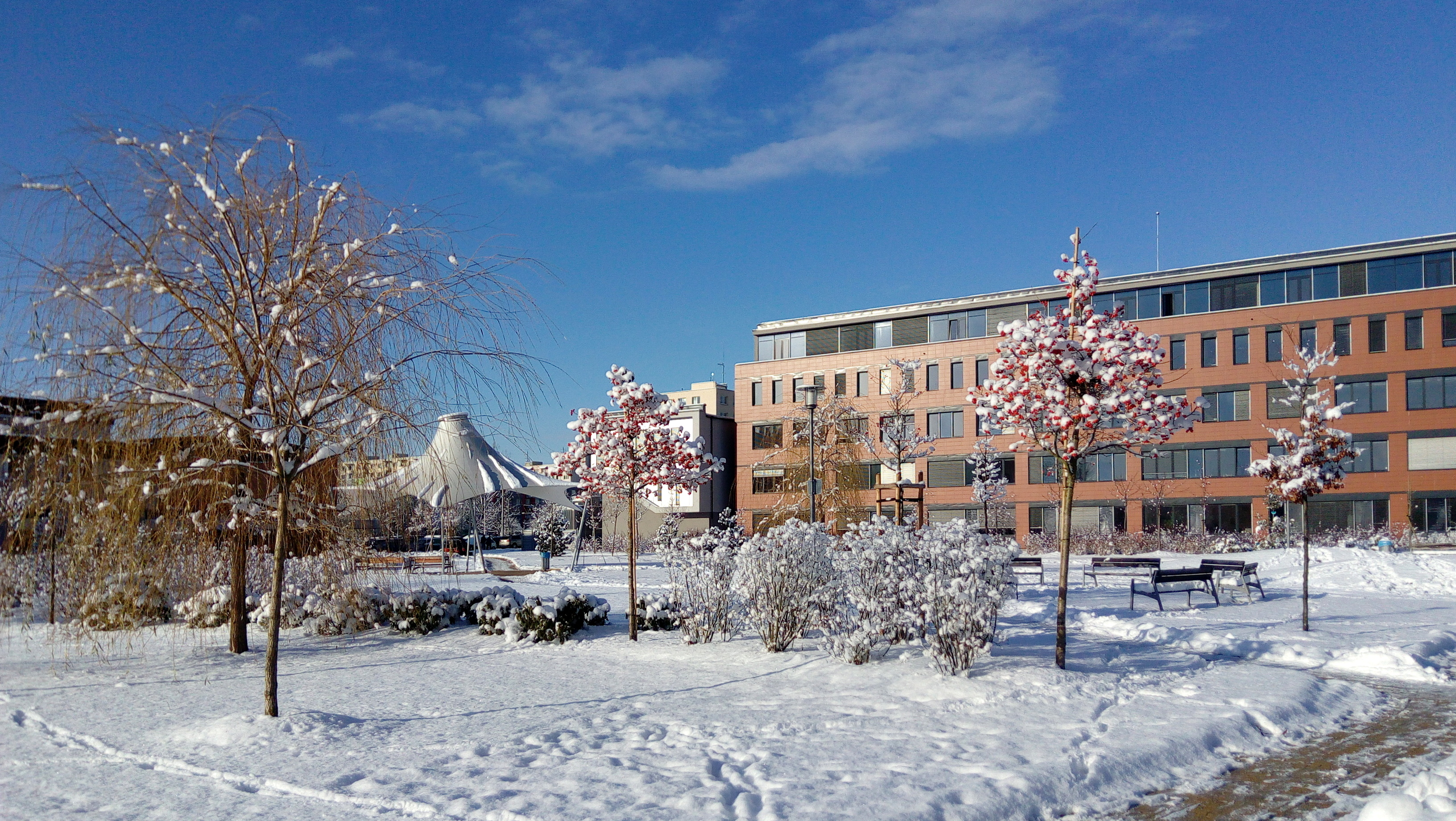
Kampus v zimě
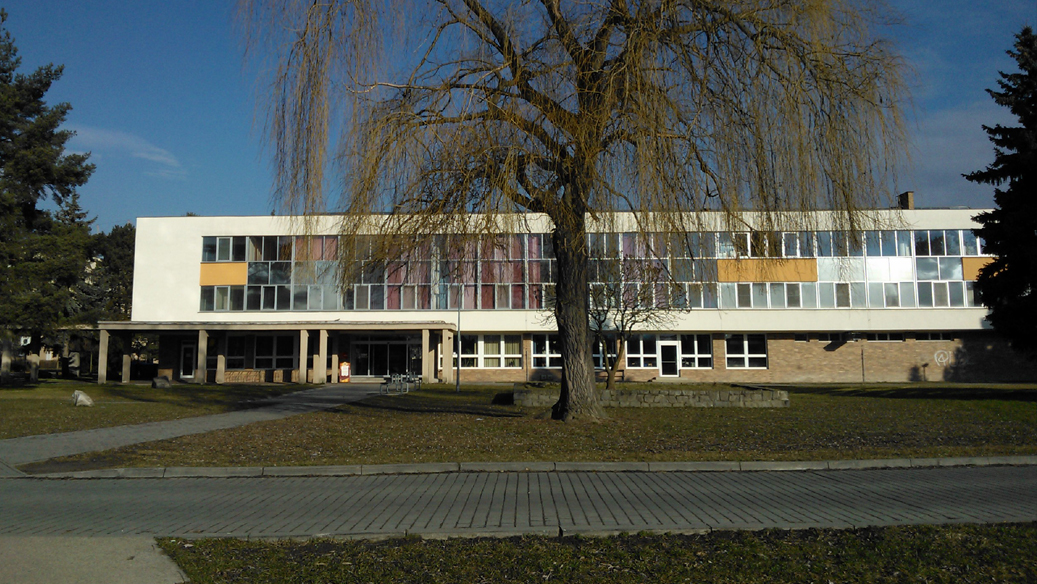
Menza
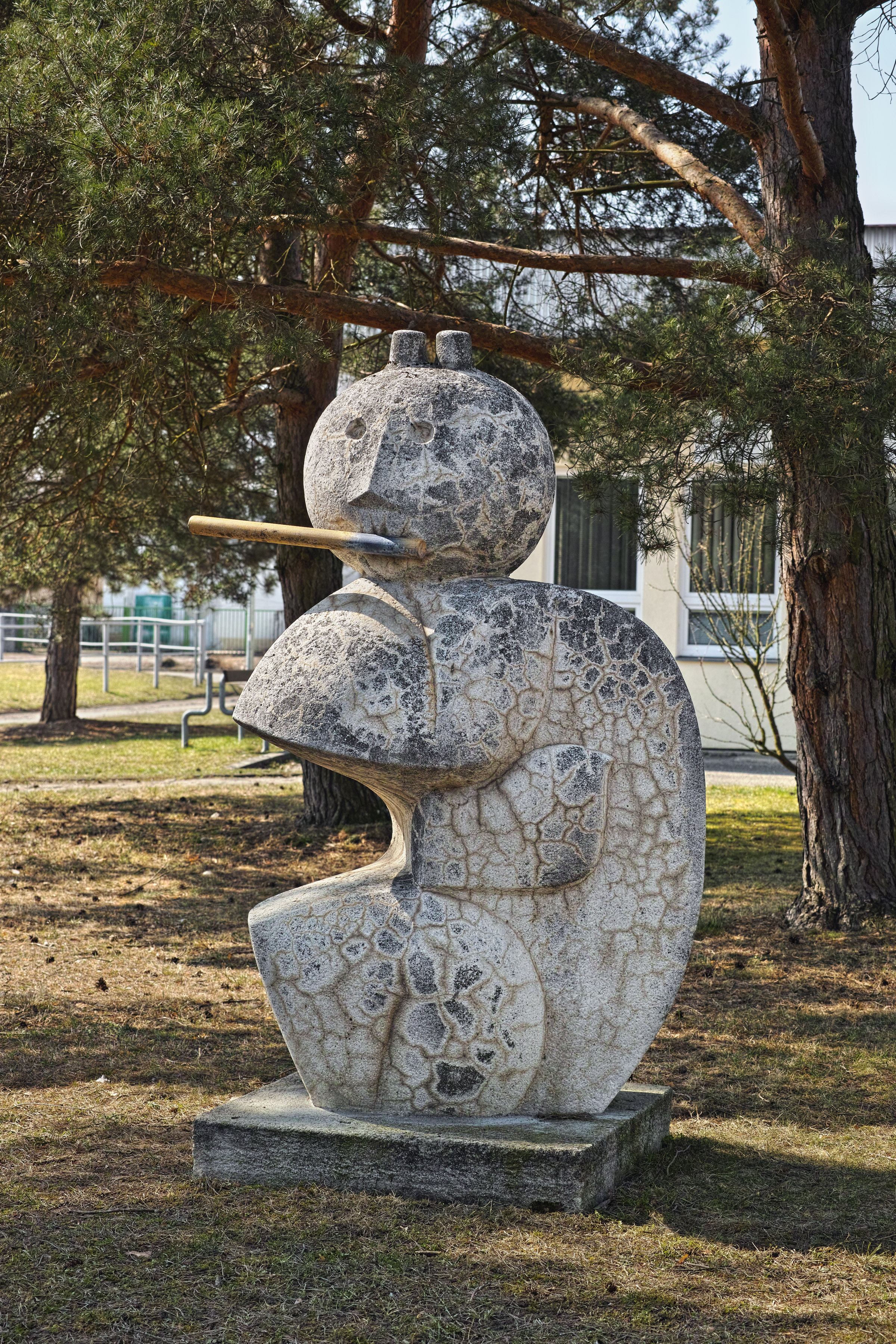
Plastika Faun v kampusu JU